# ليدي لامب
ليدي لامب (بالإنجليزية: Lady Lamb)‏ هي مغنية أمريكية، ولدت في 6 يوليو 1989 في برونزويك في الولايات المتحدة.

## وصلات خارجية
- الموقع الرسمي
- ليدي لامب على موقع ميوزك برينز (الإنجليزية)
- ليدي لامب على موقع ديسكوغز (الإنجليزية)